# Craig Goodwin
Craig Alexander Goodwin (Adelaide, 16 december 1991) is een Australisch voetballer die doorgaans als aanvaller speelt. Hij verruilde Al-Wahda in juli 2022 voor Adelaide United, dat hem daarvoor al huurde. Goodwin debuteerde in 2013 voor het Australisch voetbalelftal.

## Spelerscarrière
Goodwin speelde in de jeugd van Munno Prara City voordat hij profvoetbal ging spelen bij Adelaide Raiders in 2009. Hij verliet de club na een seizoen en vertrok naar Oakleigh Cannons FC. In 2012 pikte Melbourne Heart hem op. Goodwin speelde slechts enkele wedstrijden voor de club alvorens hij een jaar later naar Newcastle United Jets vertrok. Goodwin tekende een contract voor twee jaar. Hij scoorde zijn eerste A-League goal tegen Sydney FC op 13 oktober 2012. In 2013 ging hij op proef bij het Engelse Reading FC, maar werd te licht bevonden. In 2014 tekende Goodwin bij Adelaide United in de A-League. Met die club won hij in 2014 de Australische voetbalbeker, de FFA Cup. In 2016 werd hij landskampioen met Adelaide United en werd hij verkozen tot Adelaide United-speler van het jaar. Op 5 mei 2016 werd bekend dat Goodwin de eerste zomerse versterking van Sparta Rotterdam, dat zojuist naar de Eredivisie was gepromoveerd, werd. Hij tekende een contract voor twee jaar. In maart 2018 werd zijn contract verlengd tot medio 2019 maar op 30 april van dat jaar werd zijn contract ontbonden. Goodwin keerde hierna terug naar Adelaide United. In 2019 ging hij in Saoedi-Arabië voor Al-Wahda spelen. In oktober 2020 werd hij tot februari 2021 aan Abha verhuurd. Vervolgens werd Goodwin verhuurd aan Adelaide United. In juli 2022 keerde hij op definitieve basis terug naar de club uit zijn geboortestad. In 2023 keerde hij terug naar Al-Wahda.

## Interlandcarrière
Goodwin maakte zijn debuut voor het Australisch voetbalelftal in 2013. Zijn eerste doelpunt maakte hij op 27 januari 2022 tegen Vietnam. Hij behoorde tot de Australische selectie voor het WK 2022 in Qatar. Op 22 november 2022 bracht Goodwin Australië op voorsprong tegen Frankrijk tijdens dat WK, in een groepswedstrijd die uiteindelijk met 1–4 werd verloren.
| Interlands van Craig Goodwin voor Australië | Interlands van Craig Goodwin voor Australië | Interlands van Craig Goodwin voor Australië | Interlands van Craig Goodwin voor Australië | Interlands van Craig Goodwin voor Australië | Interlands van Craig Goodwin voor Australië |
| No.                                         | Datum                                       | Wedstrijd                                   | Uitslag                                     | Competitie                                  | Bijz.                                       |
| Als speler van Newcastle United Jets        | Als speler van Newcastle United Jets        | Als speler van Newcastle United Jets        | Als speler van Newcastle United Jets        | Als speler van Newcastle United Jets        | Als speler van Newcastle United Jets        |
| ------------------------------------------- | ------------------------------------------- | ------------------------------------------- | ------------------------------------------- | ------------------------------------------- | ------------------------------------------- |
| 1                                           | 25 juli 2013                                | Japan – Australië                           | 3 – 2                                       | OAK 2013                                    |                                             |
| 2                                           | 28 juli 2013                                | Australië – China                           | 3 – 4                                       | OAK 2013                                    |                                             |
| 3                                           | 27 mei 2016                                 | Engeland – Australië                        | 2 – 1                                       | Vriendschappelijk                           |                                             |
| 4                                           | 7 juni 2019                                 | Zuid-Korea – Australië                      | 1 – 0                                       | Vriendschappelijk                           |                                             |
| 5                                           | 10 oktober 2019                             | Australië – Nepal                           | 5 – 0                                       | WK 2022 kwalificatie                        |                                             |
| Als speler van Adelaide United              |                                             |                                             |                                             |                                             |                                             |
| 6                                           | 27 januari 2022                             | Australië – Vietnam                         | 4 – 0                                       | WK 2022 kwalificatie                        | Goal                                        |
| 7                                           | 1 februari 2022                             | Oman – Australië                            | 2 – 2                                       | WK 2022 kwalificatie                        |                                             |
| 8                                           | 1 juni 2022                                 | Australië – Jordanië                        | 2 – 1                                       | Vriendschappelijk                           |                                             |
| 9                                           | 7 juni 2022                                 | V.A.E. – Australië                          | 1 – 2                                       | WK 2022 kwalificatie                        |                                             |
| 10                                          | 13 juni 2022                                | Australië – Peru                            | 0 – 0 (5 – 4 n.s.)                          | WK 2022 kwalificatie                        |                                             |
| 11                                          | 22 november 2022                            | Frankrijk – Australië                       | 4 – 1                                       | WK 2022 – Groepsfase                        | Goal                                        |
| 12                                          | 26 november 2022                            | Tunesië – Australië                         | 0 – 1                                       | WK 2022 – Groepsfase                        |                                             |
| 13                                          | 30 november 2022                            | Australië – Denemarken                      | 1 – 0                                       | WK 2022 – Groepsfase                        |                                             |
| 14                                          | 3 december 2022                             | Argentinië – Australië                      | 2 – 1                                       | WK 2022 – Achtste finale                    |                                             |

## Erelijst
- A-League

2015/16
- FFA Cup

2018